# Björkås
Björkås is een plaats in Zweden, in de gemeente Halmstad in het landschap Halland en de provincie Hallands län. De plaats heeft 52 inwoners (2000) en een oppervlakte van 5 hectare. De plaats ligt op ongeveer een kilometer ten zuidoosten van de stad Halmstad en wordt op een klein stukje bos na omringd door landbouwgrond, ook loopt de rivier de Fylleån net ten westen van de plaats.